# Alcelaphus buselaphus lichtensteinii
L'alcelafo di Lichtenstein (Alcelaphus buselaphus lichtensteinii Peters, 1849), noto anche come konzi, è una sottospecie di alcelafo originaria delle savane e delle pianure alluvionali dell'Africa centro-meridionale. Fu scoperto nel basso Zambesi da un naturalista tedesco, Wilhelm Peters, che gli diede il nome del collega e compatriota, dottor Martin Lichtenstein, che viaggiò lungamente nella parte meridionale del continente africano e fu poi direttore del Museo di Storia Naturale di Berlino.

## Tassonomia
La posizione tassonomica dell'alcelafo di Lichtenstein viene discussa da tempo. Gli zoologi Jonathan Kingdon e Theodor Haltenorth lo consideravano una sottospecie di A. buselaphus. Nel 1979, la paleontologa Elisabeth Vrba istituì un nuovo genere, Sigmoceros, appositamente per questo alcelafo, basandosi sulle sue maggiori affinità con il genere Connochaetes; in seguito, nel 1997, fu la stessa studiosa, dopo ulteriori studi, ad accantonare il nuovo genere. L'analisi del DNA mitocondriale non ha riscontrato alcuna prova tale da giustificare l'istituzione di un genere a parte.

## Descrizione
L'alcelafo di Lichtenstein è uno degli alcelafi di minori dimensioni. Misura 119–122 cm di altezza al garrese e pesa 127–145 kg. La schiena è inclinata, ed è più alta alla regione del garrese che alla groppa. La parte superiore del corpo è di colore bruno-rossastro, i fianchi appaiono di un marroncino più chiaro e il posteriore è biancastro. Sulla parte anteriore delle zampe è presente una striscia scura. Le corna (presenti in entrambi i sessi), sono anellate, molto larghe e appiattite alla base, e relativamente corte e spesse in ogni punto. Si incurvano verso l'esterno e all'insù, per poi piegarsi in avanti e all'interno formando un angolo di circa 45 gradi, e alla fine rivolgersi all'indietro, con le estremità più o meno parallele. Le femmine sono simili ai maschi, ma hanno dimensioni leggermente inferiori e corna più piccole.

## Distribuzione e habitat
L'alcelafo di Lichtenstein è presente in Angola nord-orientale, Repubblica Democratica del Congo sud-orientale, Tanzania occidentale e meridionale, in gran parte dello Zambia, in alcune zone del Malawi, in aree circoscritte dello Zimbabwe sud-orientale e nel Mozambico settentrionale e centrale. In Sudafrica, era presente in passato nel Transvaal nord-orientale, dal quale è scomparso, a causa della caccia, circa 90-100 anni fa. Recentemente è stato reintrodotto nel parco nazionale Kruger e in una fattoria privata del Transvaal. Il numero totale di esemplari si aggira sulle 82.000 unità. È un'antilope tipica delle zone di miombo, la distesa di erbe del genere Brachystegia intervallata da zone boschive propria dell'Africa centro-meridionale.

## Biologia
Gregario e sedentario, vive in piccoli gruppi familiari di 5-10 individui guidati da un maschio dominante; tuttavia, in caso di pericolo, anche una femmina può assumere la guida del gruppo. Altri maschi formano piccoli gruppi di scapoli, mentre i maschi più anziani possono condurre vita solitaria. I maschi sono territoriali, e occupano aree ben definite per tutto l'anno, marcandone i confini raschiando il terreno con le corna e strofinando al suolo le ghiandole preorbitali; nel caso di invasioni del territorio da parte di altri maschi, scoppiano feroci combattimenti. Dopo otto mesi di gestazione nasce un unico piccolo in luglio-agosto. L'alcelafo di Lichtenstein può vivere fino a 20 anni.
Di abitudini sia diurne che notturne, è attivo per gran parte del giorno e della notte, ma resta al coperto della vegetazione durante le ore più calde della giornata. Si nutre prevalentemente di erba e beve acqua ogni giorno. Se minacciato da un predatore, è in grado di correre molto velocemente.